# Francisco, Conde de Trápani
Francisco de Bourbon-Duas Sicílias, Conde de Trápani (em italiano Francesco di Paola Luigi Emanuele di Borbone-Due Sicilie; Nápoles, 13 de agosto de 1827 – Paris, 24 de setembro de 1892), foi um Príncipe das Duas Sicílias e ostentou o título de Conde de Trápani, o filho mais novo do rei Francisco I das Duas Sicílias, e de sua segunda esposa, a infanta Maria Isabel da Espanha.

## Biografia

### Família
Francisco era o filho mais novo do rei Francisco I das Duas Sicílias, e de sua segunda esposa, a infanta Maria Isabel da Espanha. Teve como avós paternos o rei Fernando I das Duas Sicílias e a arquiduquesa Maria Carolina da Áustria; e como avós maternos o rei Carlos IV de Espanha e Maria Luísa de Parma. Fato curioso, Francisco era bisneto de Carlos III de Espanha por via paterna e materna, visto que Fernando I e Carlos IV eram irmãos.
A família de Francisco era consideravelmente grande e, entre seus treze irmãos encontram-se Maria Cristina (Rainha de Espanha por seu casamento com Fernando VII), Luísa Carlota (mãe do Rei-consorte Francisco I de Espanha), Maria Antonia (Grã-Duquesa da Toscana pelo seu casamento com Leopoldo II) e Teresa Cristina (Imperatriz do Brasil por seu casamento com Pedro II).

### Casamento e filhos
O conde de Trápani chegou a ser considerado como possível candidato à mão de sua sobrinha, a Rainha Isabel II de Espanha, mas as negociações matrimoniais não avançaram e a rainha acabou se casando em 1846 com outro sobrinho seu, o infante Francisco da Espanha. Francisco casou-se finalmente em 10 de abril de 1850, em Florença,  com sua sobrinha Maria Isabel da Áustria-Toscana, filha de sua irmã Maria Antonia.
O casal teve seis filhos, mas alguns deles morreram antes de chegar à idade adulta:
- Maria Antonieta (1851-1938), casada com seu primo, o príncipe Afonso, Conde de Caserta.
- Leopoldo (1853-1870).
- Maria Teresa (1855-1865).
- Maria Carolina  (1856-1941), casada com o aristocrata polonês Andrzej Zamoyski.
- Fernando Maria (1857-1859).
- Maria Anunciata (1858-1873).

### Exílio
Em 1861 as tropas de Garibaldi invadiram as Duas Sicílias e a família real duo siciliana teve que buscar refúgio na corte do Papa Pio IX, em Roma. Francisco permaneceu com sua família sob proteção papal até 1870, quando as tropas de Vítor Emanuel II os obrigaram a fugir para a França.

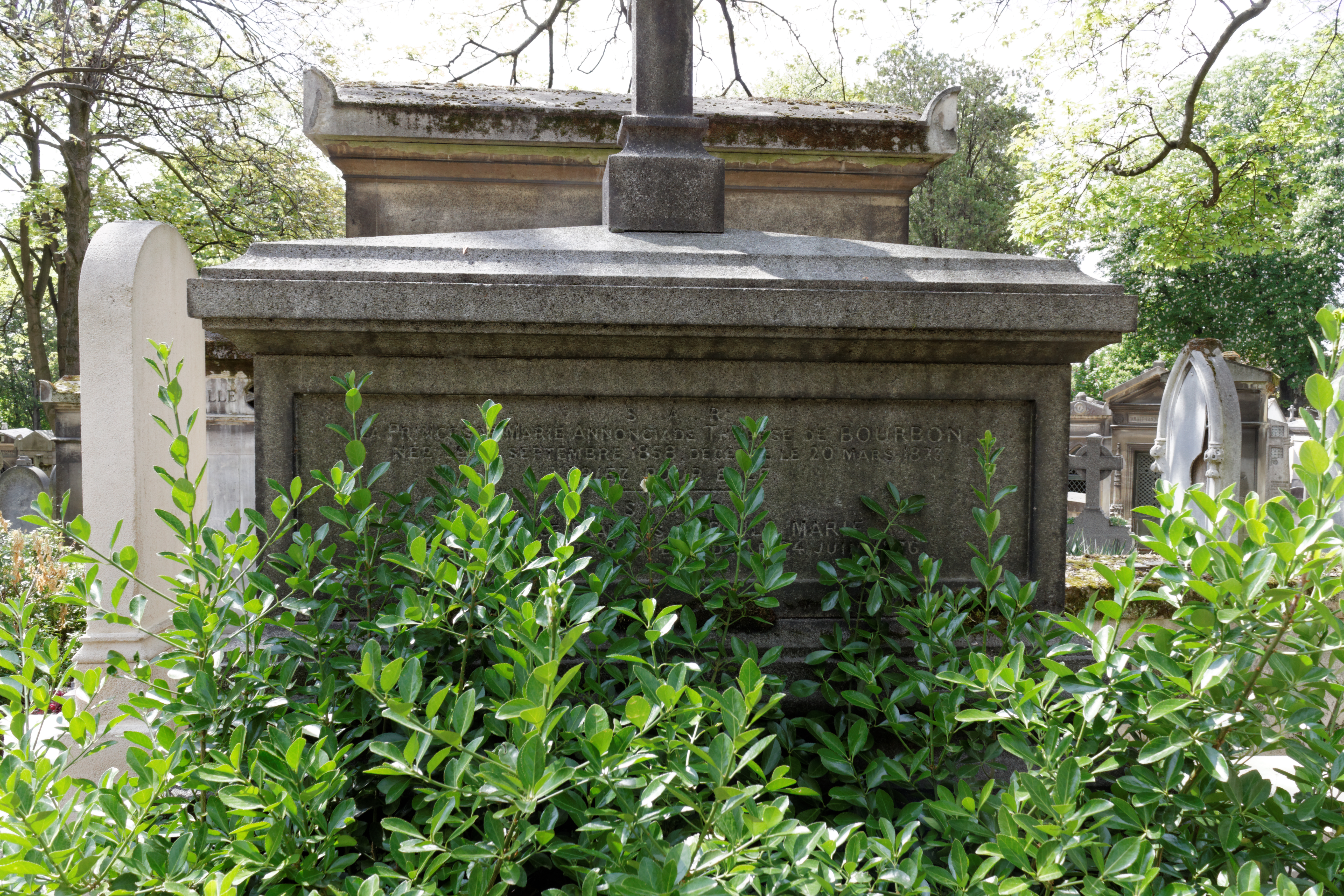
Túmulo da família Bourbon-Trápani

Foi durante seu exílio francês que o príncipe faleceu, aos 65 anos. Foi sepultado no Cemitério Père-Lachaise.